# 拉沙佩勒迪努瓦耶
拉沙佩勒迪努瓦耶（法語：La Chapelle-du-Noyer，法語發音：[la ʃapɛl dy nwaje]）是法国厄尔-卢瓦省的一个市镇，位于该省南部，属于沙托丹区。

## 地理
拉沙佩勒迪努瓦耶（48°3'27"N, 1°18'47"E）面积13.31 平方千米，位于法国中央-卢瓦尔河谷大区厄尔-卢瓦省，该省份为法国北部内陆省份，北起顺时针与厄尔省、伊夫林省、埃松省、卢瓦雷省、卢瓦-谢尔省、萨尔特省和奧恩省接壤。
与拉沙佩勒迪努瓦耶接壤的市镇（或旧市镇、城区）包括：蒂维尔、圣但尼-拉讷赖、克卢瓦三河镇。

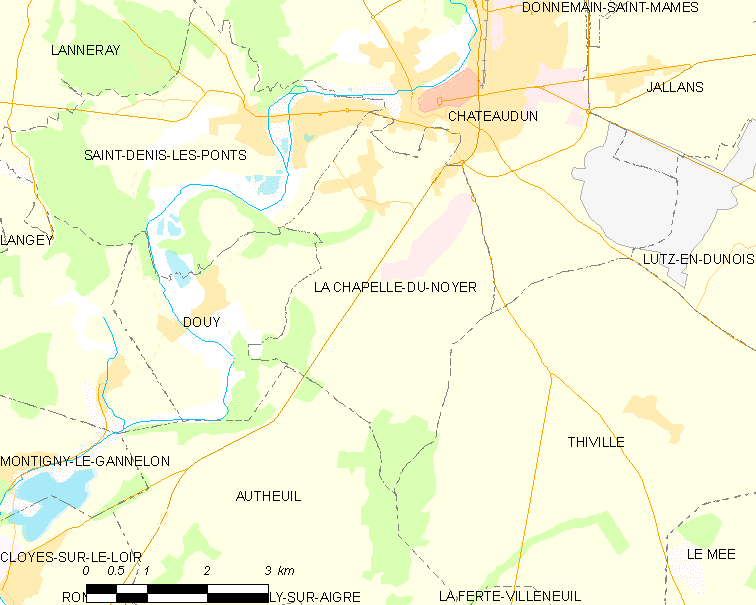
拉沙佩勒迪努瓦耶的OSM定位图

拉沙佩勒迪努瓦耶的时区为UTC+01:00、UTC+02:00（夏令时）。

## 行政
拉沙佩勒迪努瓦耶的邮政编码为28200，INSEE市镇编码为28075。

## 政治
拉沙佩勒迪努瓦耶所属的省级选区为沙托丹县。

## 人口

1962-2008年间拉沙佩勒迪努瓦耶人口变化图示

拉沙佩勒迪努瓦耶于2022年1月1日时的人口数量为1014人。